# Stenaelurillus marusiki
Stenaelurillus marusiki là một loài nhện trong họ Salticidae.
Loài này thuộc chi Stenaelurillus. Stenaelurillus marusiki được Dmitri Viktorovich Logunov miêu tả năm 2001.